# Maestà imperiale e reale

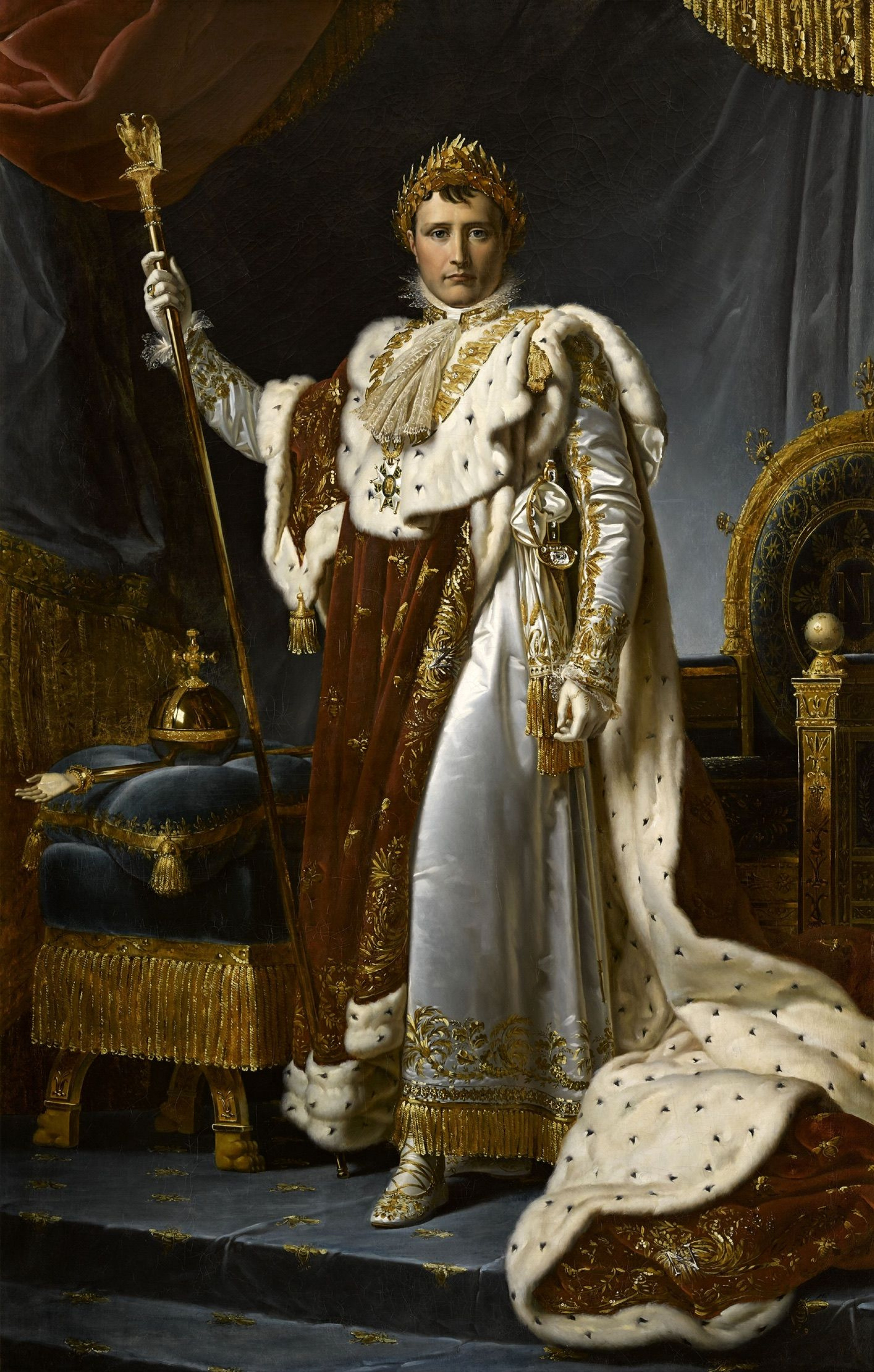
Sua maestà imperiale e reale Napoleone I.

L'appellativo di "Sua maestà imperiale e reale" (abbreviazione: S.M.I.R.) era il trattamento utilizzato dai re e dalle rispettive consorti che possedevano anche il titolo di imperatore. In particolare, a farne uso erano l'imperatore d'Austria, che era anche re d'Ungheria e di Boemia, e l'imperatore di Germania, che possedeva anche il titolo di re di Prussia. Dal 1936 tale trattamento fu riconosciuto anche al Re d'Italia e d'Albania, Imperatore d'Etiopia.
Le corone di Austria e di Boemia furono abolite nel 1918, mentre il vacante trono d'Ungheria continuò ad esistere sino agli anni quaranta del XX secolo.

## Esempi
- Napoleone I ottenne il trattamento di maestà imperiale e reale dal 1805 al 1814 in quanto imperatore dei Francesi e re d'Italia.

- Giovanni VI dei regni di Portogallo, Brasile ed Algarve ottenne il trattamento di maestà imperiale e reale dal 1825, quando il Portogallo ed il Brasile siglarono il trattato di Rio de Janeiro, che riconosceva indipendenza allo stato sudamericano ma lasciava a Giovanni VI il titolo di imperatore del Brasile. Il titolo venne perso l'anno dopo, nel 1826, quando Giovanni VI morì.

- Francesco Giuseppe d'Austria fu nominato "sua imperiale e reale maestà apostolica" (Seine kaiserliche und königlich apostolische Majestät), e sua moglie, l'imperatrice Elisabetta, ottenne il trattamento al femminile (Ihre kaiserliche und königlich apostolische Majestät).

- Vittoria del Regno Unito regnò come regina del Regno Unito e imperatrice d'India dal 1876 al 1901. I sovrani che si succedettero dopo la sua morte, Edoardo VII, Giorgio V, Edoardo VIII e Giorgio VI, regnarono come re-imperatori dal 1901 al 1947. Tuttavia, questi sovrani non utilizzarono mai il trattamento di maestà imperiale e reale, preferendo il tradizionale sua maestà.

- Pur avendo ufficialmente il titolo di re imperatore, Pietro I del Brasile non venne mai appellato come "sua maestà imperiale e reale" e neanche come "sua altezza imperiale e reale" quando suo padre Giovanni VI del Portogallo morì nel 1826. Questo perché la sua condizione di imperatore del Brasile non era compatibile con il suo titolo di re del Portogallo, e, quando venne confermato re del Portogallo dal parlamento di Lisbona, nel 1834, essendo di diritto Pietro IV del Portogallo, egli aveva già abdicato al trono del Brasile in favore di Pietro di Braganza.
- Vittorio Emanuele III di Savoia regnò come re dell'Albania e dell'Italia e imperatore dell'Etiopia.